# دوقية ساكسونيا ألتنبورغ
دوقية ساكسونيا-ألتنبورغ (Herzogtum Sachsen-Altenburg) نشأت من بورغريفية ألتنبورغ القروسطية في أراضي بلايسنيرلند الإمبراطورية، من ممتلكات مرغريفات مايسن من آل فتن منذ 1243. بناءً على معاهدة التقسيم لعام 1485، آلت ألتنبورغ إلى إرنست ناخب ساكسونيا جد الإرنستيين من آل فتن. بعد تقسيم إرفورت سنة 1572 بين يوهان فيلهلم دوق ساكسونيا-فايمار وأبناء أخيه، آلت ألتنبورغ إلى دوقية ساكسونيا-فايمار الخاصة به.
عندما مات فريدرش فيلهلم ابن يوهان فيلهلم وخليفته في سنة 1602، آلت ساكسونيا فايمار إلى شقيقه الأصغر يوهان الثاني، بينما في 1603 ابنه البكر فريدرش فيلهلم يوهان فيليب في التعويض تلقى دوقية التي أنشئت حديثا من ساكسونيا ألتنبورغ. كانت دولة إمبراطورية في حد ذاتها، مع تصويت في البرلمان الألماني، لجزء كبير من القرن السابع عشر حتى انقراض خط حكمها في 1672، عندما كان ورثت من قبل إرنست الأول الورع دوق ساكسونيا غوتا، الذي تزوج من وريثة.

## حاكم الدوقية

### خط الأكبر
- 1639-1603: يوهان فيليب؛ ابن البكر لـ فريدريش فيلهلم الأول، دوق ساكس فايمار.
- 1669-1639: فريدرش فيلهلم الثاني؛ شقيق يوهان فيليب.
- 1672-1669: فريدرش فيلهلم الثالث؛ أبن فريدرش فيلهلم الثاني.
  - 1675-1672: إرنست التقي؛ ابن شقيق فريدرش فيلهلم الأول.
  - 1680-1675: فريدرش الأول؛ ابن إرنست وإليزابيث أبنة يوهان فيليب.

تم دمجها في دوقية ساكسونيا غوتا ألتنبورغ منذ 1680.

### خط الأصغر
- 1834-1826: فريدرش؛ (كان دوق ساكس-هيلدبورغهاوزن في السابق).
- 1848-1234: يوزف.
- 1853-1848: غيورغ.
- 1908-1853: إرنست الأول.
- 1918-1908: إرنست الثاني.

## مدعيون «رؤساء بيت ساكس-ألتنبورغ»
- 1955-1918: إرنست الثاني.
- 1991-1955: غيورع موريس، أمير ساكس-ألتنبورغ الوراثي.

في 1991 انقرض فرع ساكس-ألتنبورغ من خط الذكور، وتم دمجها في ساكس فايمار أيزيناخ.
إرنست التقي هو جد الأكبر لـ فرع ساكس-ألتنبورغ، وأيضا الفرعين المتبقيين ساكس مايننغن وساكس كوبورغ وغوتا؛ وبذلك وفقاً لـ قوانين بيت فتين القديمة سيتقاسمان الأراضي الفعلية بينهما كما حدث في دوقية ساكسونيا غوتا ألتنبورغ في 1826.

## معرض صور

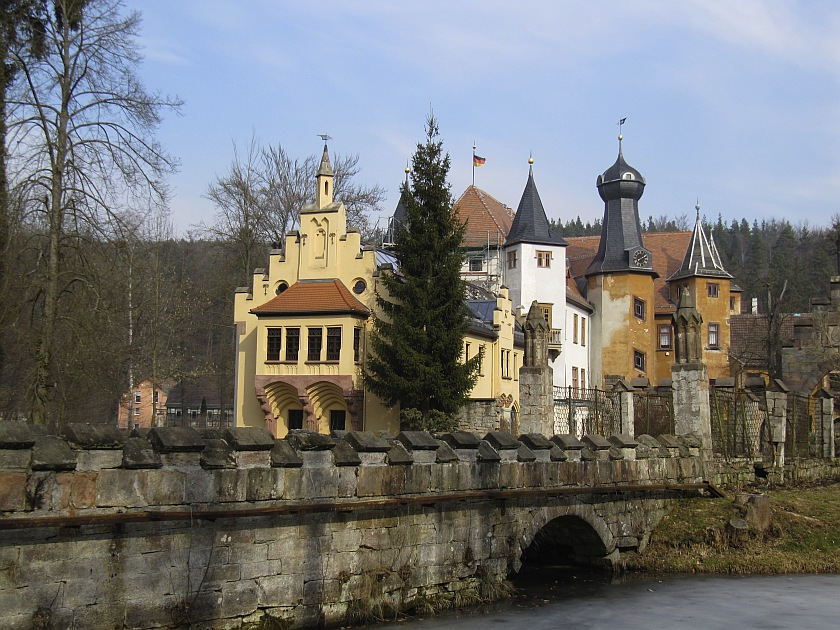
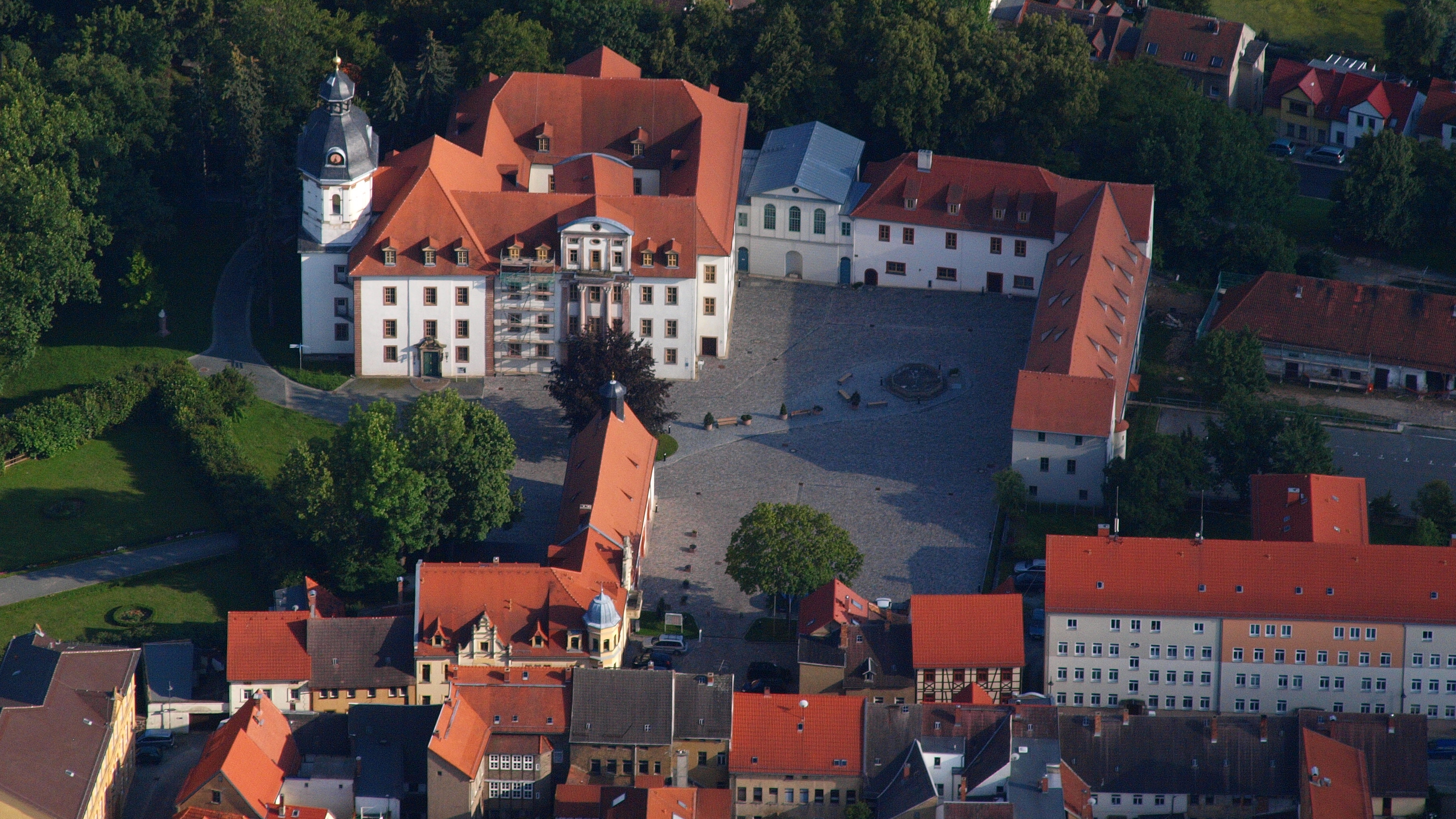
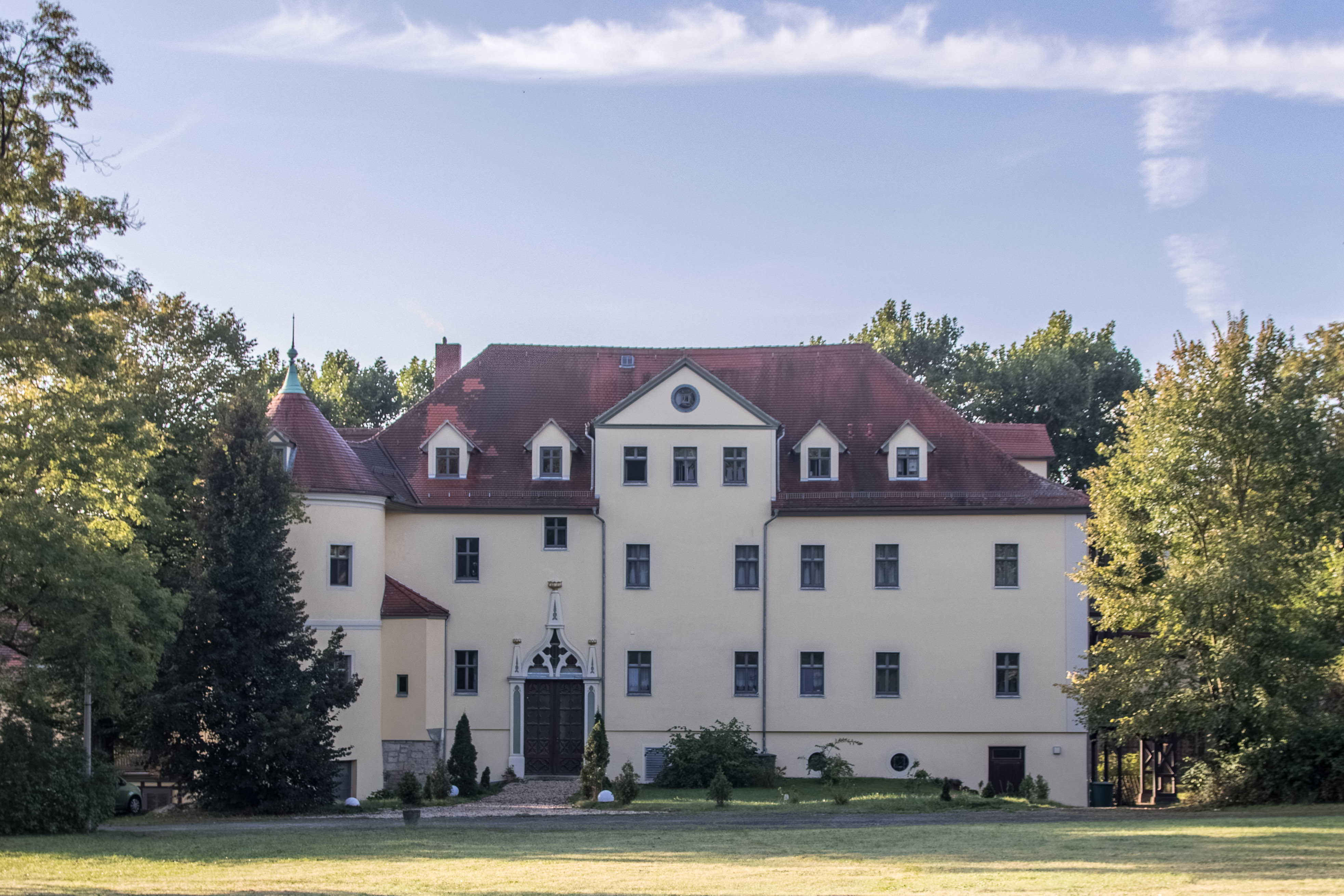